# جزيرة سواراج
جزيرة سواراج هي جزيرة تقع في جزر أندمان ونيكوبار في الهند.